# Caminos de Santiago del Sur

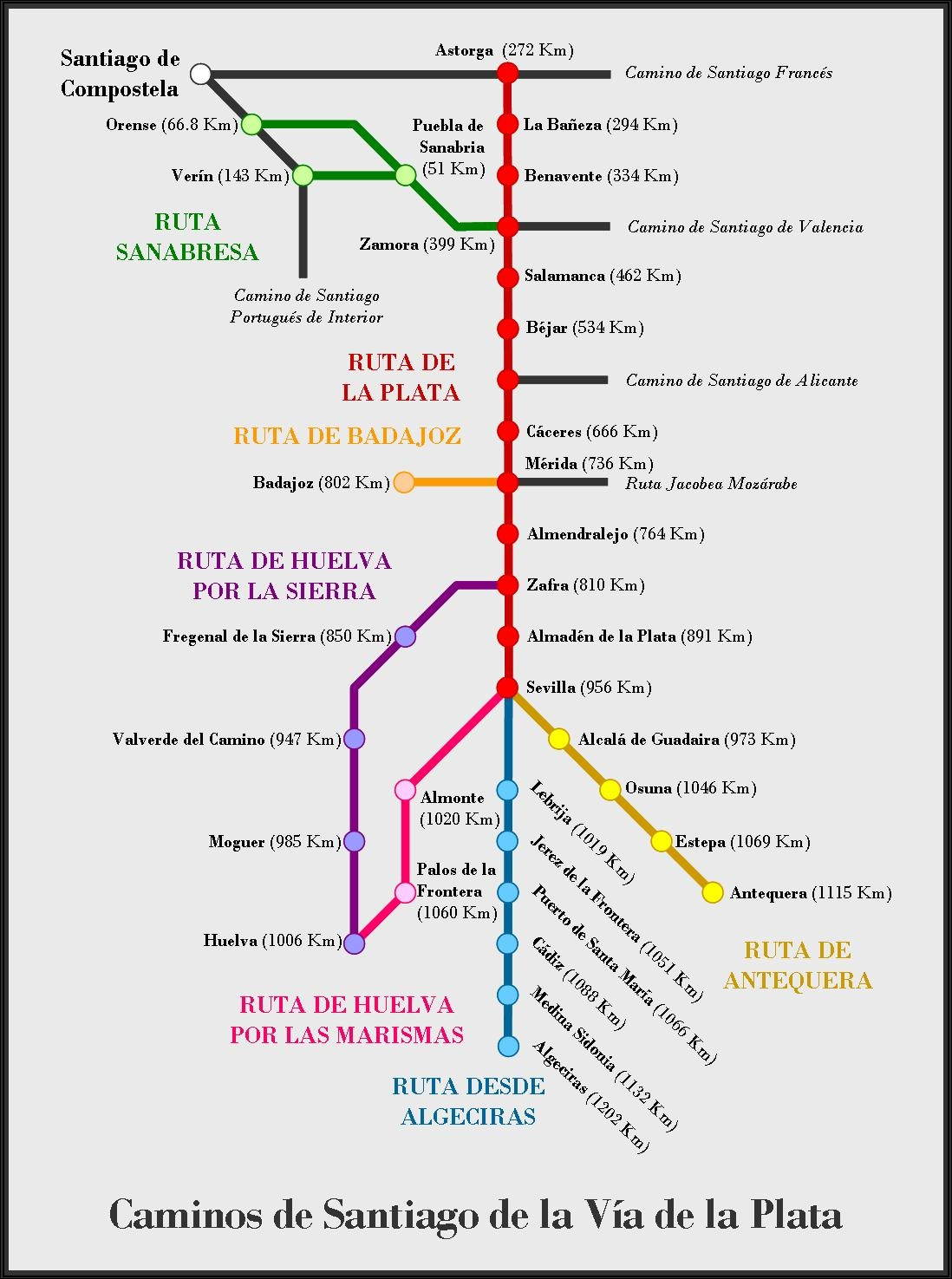
Caminos de Santiago, rutas del sur (Vía de la Plata).

Se conocen como Caminos del Sur o rutas jacobeas del sur de la Vía de la Plata al conjunto de trazados que partiendo de las capitales de Andalucía Occidental alcanzan la ruta principal del Camino de la Plata rumbo a la Ciudad Santa.
Aunque siguen los pasos de ancestrales civilizaciones humanas, todas estas rutas de peregrinación son muy recientes, estando la mayoría de los tramos en fase de estudio. Por ello la existencia de documentación disponible es muy escasa y las facilidades que el camino ofrece al peregrino prácticamente nulas.
Para el diseño de las rutas se siguen en los trazados las vías clásicas de comunicación y se añade otra, seguida en otra de las más importantes peregrinaciones en España: la Romería de El Rocío.

## Trazado de la ruta

### Ruta Occidental
La ruta occidental o ruta de Huelva por la sierra, se inicia en la Parroquia de Santiago Apóstol de la ciudad de Huelva y recorre la provincia de sur a norte, ingresa a Badajoz por Fuentes de León y finaliza en Zafra uniéndose a la Vía de la Plata. Las etapas del camino, que totalizan 176 km, son las siguientes:
| Población                     | Provincia | A Santiago (km) | Web                                                |
| ----------------------------- | --------- | --------------- | -------------------------------------------------- |
| Huelva                        | Huelva    | 1017            | Archivado el 5 de mayo de 2006 en Wayback Machine. |
| Trigueros                     | Huelva    | 997             |                                                    |
| Beas                          | Huelva    | 990             |                                                    |
| Valverde del Camino           | Huelva    | 972             |                                                    |
| El Pozuelo (Zalamea la Real)  | Huelva    | 959             |                                                    |
| Zalamea la Real               | Huelva    | 949             |                                                    |
| El Campillo                   | Huelva    | 945             |                                                    |
| Minas de Riotinto             | Huelva    | 941             |                                                    |
| La Dehesa (Minas de Riotinto) | Huelva    | 938             |                                                    |
| Campofrío                     | Huelva    | 929             |                                                    |
| Aracena                       | Huelva    | 907             |                                                    |
| Cañaveral de León             | Huelva    | 886             |                                                    |
| Fuentes de León               | Badajoz   | 877             |                                                    |
| Segura de León                | Badajoz   | 870             |                                                    |
| Valencia del Ventoso          | Badajoz   | 848             |                                                    |
| Medina de las Torres          | Badajoz   | 837             |                                                    |
| Puebla de Sancho Pérez        | Badajoz   | 831             |                                                    |
| Zafra                         | Badajoz   | 827             |                                                    |

### Ruta por El Rocío
Alternativa a la anterior, la ruta por El Rocío o Ruta de Huelva por la Marisma, parte también de Huelva y tras pasar por Palos de la Frontera y Almonte se une a la ruta principal en Sevilla. En abril de 2011 se dio aprobación a un proyecto del Obispado de Huelva para construir una 'Casa del Peregrino' ubicada en la zona de la Curva de San Ramón, a unos dos kilómetros del núcleo urbano de El Rocío.
Las etapas de esta ruta son:
| Población                             | Provincia | A Santiago (km) | Web                                                   |
| ------------------------------------- | --------- | --------------- | ----------------------------------------------------- |
| Huelva                                | Huelva    | 1117            | Archivado el 5 de mayo de 2006 en Wayback Machine.    |
| La Rábida (Palos de la Frontera)      | Huelva    | 1110            |                                                       |
| Picacho (Moguer)                      | Huelva    | 1094            |                                                       |
| Mazagón (Moguer-Palos de la Frontera) | Huelva    | 1088            |                                                       |
| Acebuches (Almonte)                   | Huelva    | 1066            |                                                       |
| El Rocío (Almonte)                    | Huelva    | 1052            |                                                       |
| Villamanrique de la Condesa           | Sevilla   | 1029            |                                                       |
| Pilas                                 | Sevilla   | 1022            |                                                       |
| Aznalcázar                            | Sevilla   | 1015            | Archivado el 17 de agosto de 2007 en Wayback Machine. |
| La Juliana (Bollullos de la Mitación) | Sevilla   | 1008            |                                                       |
| Bollullos de la Mitación              | Sevilla   | 1003            |                                                       |
| Mairena del Aljarafe                  | Sevilla   | 995             |                                                       |
| Tomares                               | Sevilla   | 990             |                                                       |
| Sevilla                               | Sevilla   | 983             |                                                       |

### Ruta del Estrecho
| Población                              | Provincia | A Santiago (km) | Web |
| -------------------------------------- | --------- | --------------- | --- |
| Algeciras                              | Cádiz     | 1204            |     |
| Los Barrios                            | Cádiz     | 1195            |     |
| Majadillas (Los Barrios)               | Cádiz     | 1190            |     |
| Las Algamitas (Medina-Sidonia)         | Cádiz     | 1169            |     |
| Benalup-Casas Viejas                   | Cádiz     | 1150            |     |
| Los Baladejos (Medina-Sidonia)         | Cádiz     | 1143            |     |
| La Canaleja (Medina-Sidonia)           | Cádiz     | 1132            |     |
| Medina-Sidonia                         | Cádiz     | 1130            |     |
| San José del Pedroso (Puerto Real)     | Cádiz     | 1119            |     |
| Fuente del Rey (Jerez de la Frontera)  | Cádiz     | 1116            |     |
| Lomopardo (Jerez de la Frontera)       | Cádiz     | 1099            |     |
| Jerez de la Frontera                   | Cádiz     | 1090            |     |
| El Cuervo de Sevilla                   | Sevilla   | 1067            |     |
| Lebrija                                | Sevilla   | 1057            |     |
| Las Cabezas de San Juan                | Sevilla   | 1042            |     |
| El Trobal (Los Palacios y Villafranca) | Sevilla   | 1024            |     |
| Los Palacios y Villafranca             | Sevilla   | 1016            |     |
| Coria del Río                          | Sevilla   | 1001            |     |
| San Juan de Aznalfarache               | Sevilla   | 991             |     |
| Sevilla                                | Sevilla   | 983             |     |

### Ruta de Antequera
Desde Antequera, Málaga, al sudeste de la Vía de la Plata parte otra ruta secundaria que ingresa por Estepa y Osuna se reúnen con la ruta principal en su punto de partida, Sevilla, tras aproximadamente 159 km de marcha. 
Como alternativa para acercar a la provincia de Málaga a Santiago, en enero del 2010 la Diputación de Málaga anunció la recuperación del antiguo Camino Mozárabe de Málaga, que parte de la iglesia de Santiago de Málaga y pasa por Almogía, Villanueva de la Concepción, Antequera, Cartaojal y Cuevas Bajas, para después adentrarse en la provincia de Córdoba.
Las principales etapas de la Ruta de Antequera son:
| Población          | Provincia | A Santiago (km) | Web |
| ------------------ | --------- | --------------- | --- |
| Antequera          | Málaga    | 1115            |     |
| Fuente de Piedra   | Málaga    |                 |     |
| Estepa             | Sevilla   | 1069            |     |
| Osuna              | Sevilla   | 1046            |     |
| Alcalá de Guadaíra | Sevilla   | 973             |     |
| Sevilla            | Sevilla   | 983             |     |

### Ruta desde Cádiz
| Población                               | Provincia | A Santiago (km) | Web |
| --------------------------------------- | --------- | --------------- | --- |
| Cádiz                                   | Cádiz     | 1099            | |
| El Trocadero (Puerto Real)              | Cádiz     | 1089            | |
| Puerto Real                             | Cádiz     | 1085            | Archivado el 18 de agosto de 2017 en Wayback Machine.                                                    |
| Valdelagrana (El Puerto de Santa María) | Cádiz     | 1077            | |
| El Puerto de Santa María                | Cádiz     | 1072            | «Copia archivada». Archivado desde el original el 27 de julio de 2009. Consultado el 2 de junio de 2006. |
| Jerez de la Frontera                    | Cádiz     | 1058            | |

### Galería de imágenes

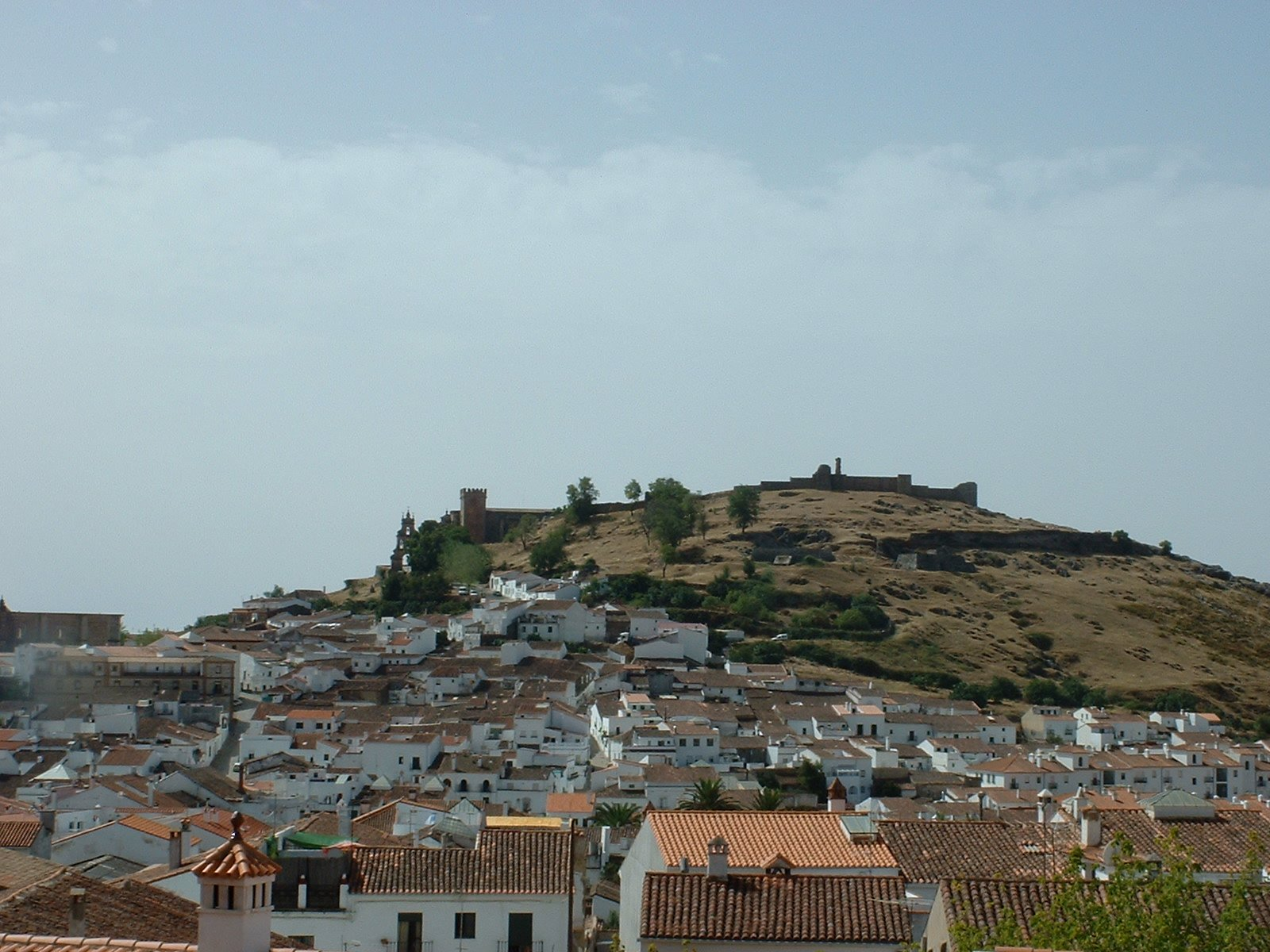
Aracena (Huelva)
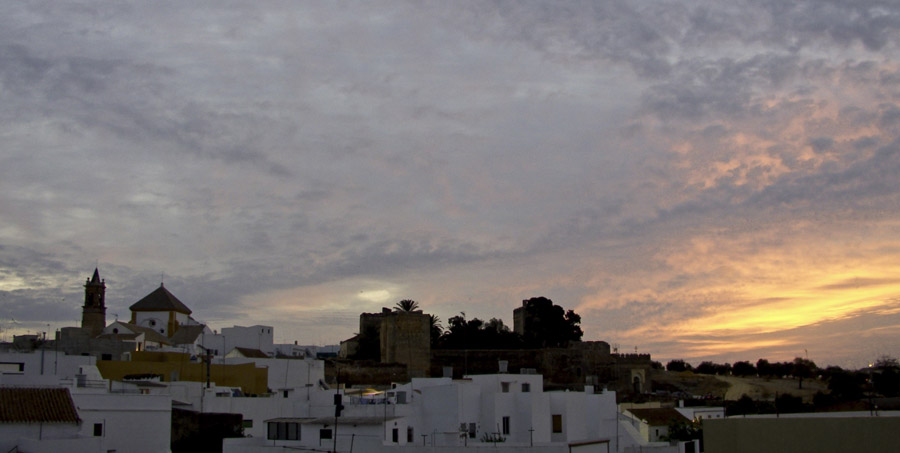
Mairena del Aljarafe (Sevilla)
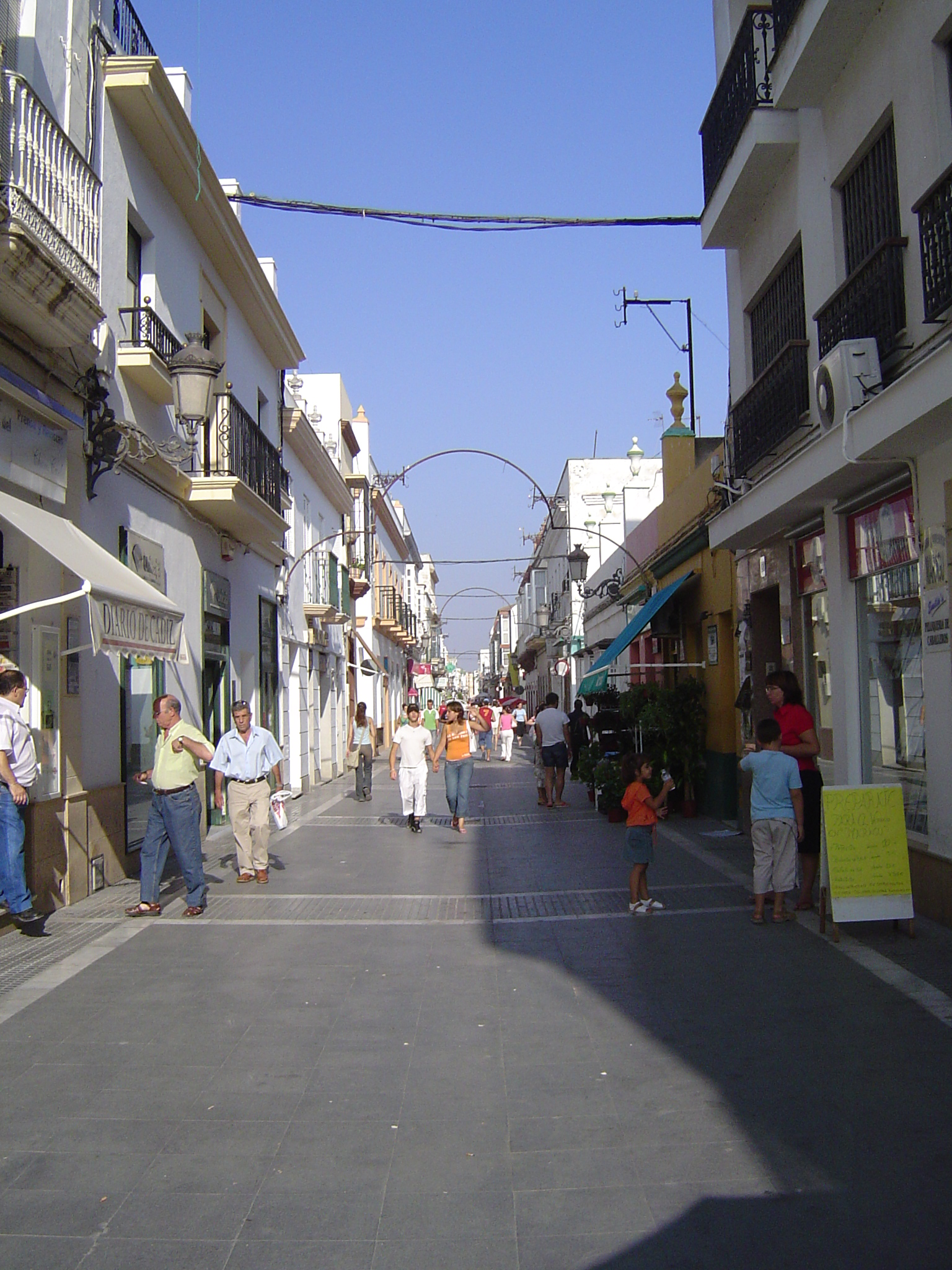
Puerto Real (Cádiz)
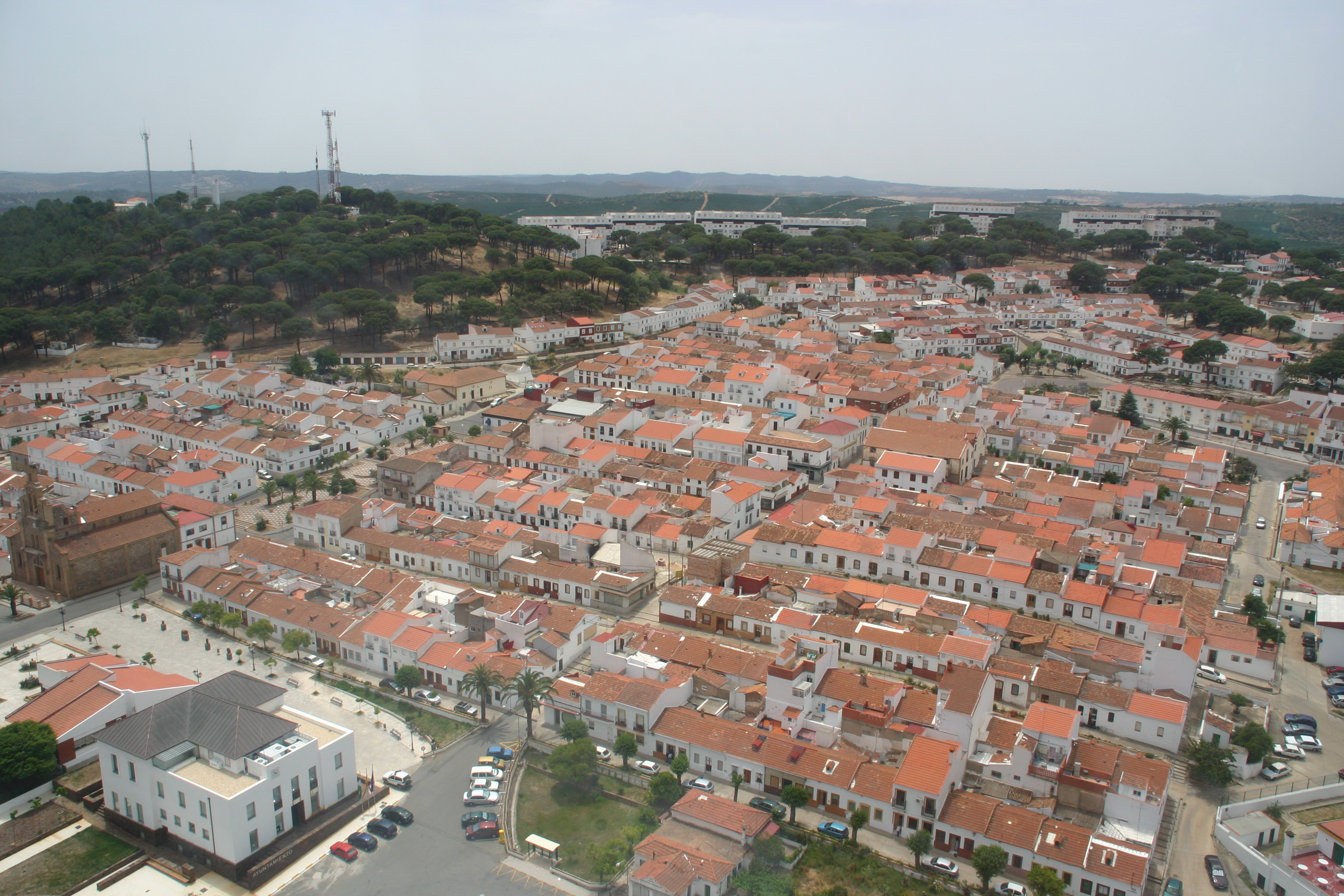
Riotinto (Huelva)
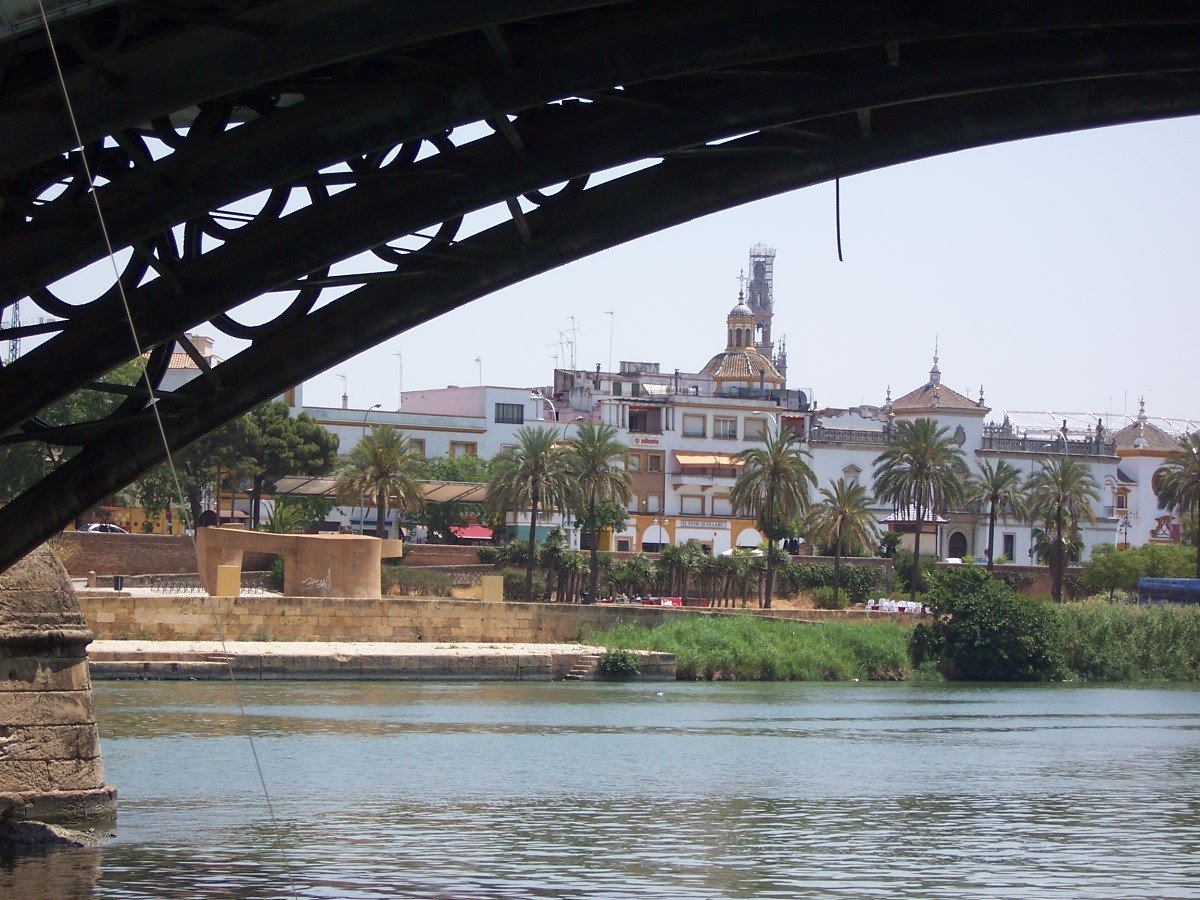
Sevilla
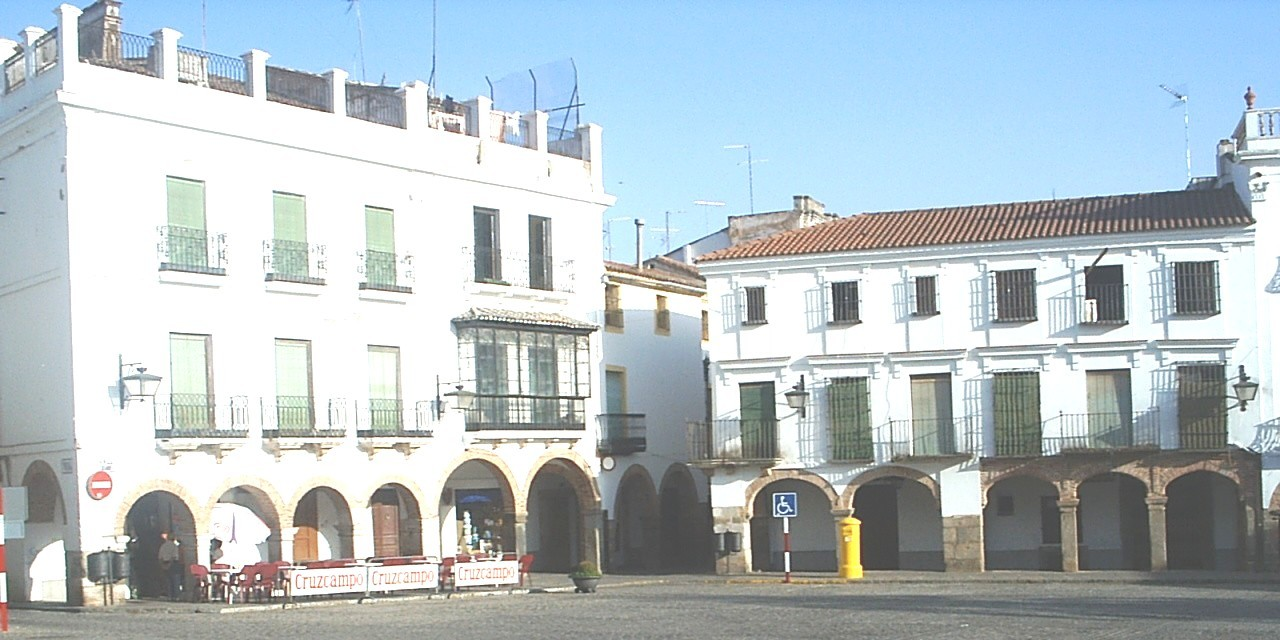
Zafra (Badajoz)

## Patrimonio de la ruta
Aun tratándose de rutas de corto recorrido, el legado natural y cultural de las localidades visitadas está a la altura de cualquier otra ruta monumental o de peregrinación.
Tesoros naturales se entrelazan en estos rincones del suroeste español donde la historia y la cultura han dejado uno de los legados más antiguos e importantes de Europa.

### Patrimonio natural y paisajístico
- Para cada una de las rutas existe uno de los grandes parajes naturales que forman este rico patrimonio. Además del interés natural de la mayoría de ellos, la belleza paisajística y la importancia geológica son otros de los valores que convierten estos bienes en auténticos "monumentos naturales".
  - Parque nacional de Doñana.
  - Marismas del Odiel.
  - Parque Natural de la Bahía de Cádiz.
  - Parque Natural de la Sierra de Aracena y Picos de Aroche.
  - Parque Natural Los Alcornocales.
  - Bosque de Los Pinos en Valverde del Camino.
  - Complejo Endorreico de El Puerto de Santa María.
  - Parque natural de las Canteras en Puerto Real.
  - Pinares y Dunas de San Antón en El Puerto de Santa María.
  - Sierra de "El Castellar" de Zafra.
  - Gruta de las Maravillas en Aracena.
- Bellas y amplias playas jalonan las costas visitadas. Algunas de las más conocidas y populares son:
  - Playa de Cortadura en Cádiz.
  - Playa de la Cachucha en Puerto Real.
  - Playa de La Caleta en Cádiz.
  - Playa de La Puntilla en El Puerto de Santa María.
  - Playa de la Victoria en Cádiz.
  - Playa de Santa María del Mar en Cádiz.
  - Playa de Valdelagrana en El Puerto de Santa María.
  - Playa del Espigón Juan Carlos I en Huelva.

### Patrimonio arqueológico
- Algunas de los más antiguos asentamientos urbanos de Occidente son en la actualidad los municipios por los que discurren estos caminos. Es fácil suponer por tanto, que el legado que estas ancestrales culturas haya conformado un rico patrimonio arqueológico de incuestionable valor histórico. Algunos de los bienes que podemos admirar son los relacionados a continuación:
  - Parque Arqueológico de las Murallas Meriníes de Algeciras.
  - 'Restos del Acueducto de Gades.
  - Teatro Romano de Cádiz.
  - Yacimientos fenicios de Doña Blanca en El Puerto de Santa María.
  - Yacimientos paleolíticos de El Aculadero en El Puerto de Santa María.
  - Yacimientos arqueológicos de San Pedro en Huelva.
  - Cuevas del Bacinete en Los Barrios.
  - Cloacas romanas en Medina Sidonia.
  - La Fontanilla en Palos de la Frontera.
  - Caños de Carmona en Sevilla.
  - Murallas de Sevilla.
  - Abrevadero de la Media Legua en Trigueros.

### Patrimonio artístico y monumental

#### Arquitectura religiosa
- La arquitectura religiosa está bien representada en una tierra donde las manifestaciones religiosas y las folclóricas se dan la mano sin distinguir netamente el límite entre ambas de forma neta. Cuatro imponentes templos sirven de catedral a los creyentes cristianos
  - Catedral de Santa Cruz de Cádiz.
  - Catedral de La Merced de Huelva.
  - Catedral de San Salvador de Jerez de la Frontera.
  - Catedral de Santa María de Sevilla.
- No son éstos los únicos templos que han formado parte de la historia y la cultura local. Algunos de los conventos y monasterios que podemos visitar han sido testigos excepcionales de algunos de los acontecimientos históricos más importantes a nivel mundial:
  - Monasterio de la Victoria en El Puerto de Santa María.
  - Cartuja de Santa María de la Defensión en Jerez de la Frontera.
  - Monasterio del Cuervo en Medina Sidonia.
  - Monasterio de Santa Clara en Moguer.
  - Monasterio de La Rábida en Palos de la Frontera.
  - Monasterio de la Cartuja en Sevilla.
  - Convento de San Francisco en Moguer.
- Como es habitual en toda la geografía española, la arraigada tradición cristiana ha dado como fruto la construcción de templos de culto por todos el territorio nacional. Algunas de las iglesias que vienen a dar ejemplo de tal riqueza arquitectónica son:
  - Iglesia de Nuestra Señora de la Palma en Algeciras.
  - Iglesia Prioral de Nuestra Señora del Mayor Dolor en Aracena.
  - Iglesia Parroquial de San Bartolomé en Beas.
  - Iglesia de San José en Cádiz.
  - Iglesia del Carmen en Cádiz.
  - Iglesia Mayor Prioral en El Puerto de Santa María.
  - Iglesia de la Misericordia en Huelva.
  - Iglesia de San Pedro en Huelva.
  - Iglesia de San Mateo en Jerez de la Frontera.
  - Iglesia parroquial de Nuestra Señora de la Granada en Moguer.
  - Iglesia parroquial de San Jorge Mártir en Palos de la Frontera.
  - Iglesia del Salvador en Sevilla.
  - Iglesia de la Candelaria en Zafra.
  - Iglesia del Rosario de Zafra.
- Pero es en algunas de las ermitas y basílicas existentes donde se dan las manifestaciones religiosas en las que la exaltación y la devoción popular se hace más patente. Imágenes sagradas como las de la Virgen del Rocío o la Esperanza Macarena gozan de ser algunas de las más veneradas popularmente.
  - Ermita del Rocío en Almonte.
  - Ermita de Santa Clara en El Puerto de Santa María.
  - Santuario de Nuestra Señora de La Cinta en Huelva.
  - Ermita de la Ina en Jerez de la Frontera.
  - Ermita de los Santos en Medina Sidonia.
  - Basílica de La Macarena en Sevilla.
  - Basílica del Gran Poder en Sevilla.

#### Fortificaciones e infraestructuras
- El interés estratégico de los puertos del suroeste español para el control del acceso al Mediterráneo y la importancia histórica y política de algunas de estas ciudes durante los largos años de guerra durante el periodo histórico conocido como Reconquista, hicieron imprescindible la construcción de edificios y estructuras defensivas para repeler los ataques y aguantar los asedios. Algunos de estos edificios han llegado a nuestros días en perfecto estado de conservación, siendo incluso adecuados para los usos para los que fueron creados. Otros sin embargo, no son sino ruinas que en ocasiones apenas dejan adivinar a qué "todo" pertenecen:
  - Alcázar en Jerez de la Frontera.
  - Baluarte de la Candelaria en Cádiz.
  - Castillo almohade en Moguer.
  - Castillo de la Orden de Santiago en Aracena.
  - Castillo de San Marcos en El Puerto de Santa María.
  - Castillo de San Sebastián en Cádiz.
  - Castillo de Santa Catalina en Cádiz.
  - Castillo de Torre Estrella en Medina Sidonia.
  - Fuerte de El Tolmo en Algeciras.
  - Fuerte de Isla Verde en Algeciras.
  - Real Alcázar de Sevilla.
  - Arco de Jerez de Zafra.
  - Arco de la Rosa en Cádiz.
  - Arco de los Blancos en Cádiz.
  - Arco del Cubo de Zafra.
  - Arquillo del Pan y Retablo de la Esperancita en Zafra.
  - Puerta de Tierra en Cádiz.
  - Torre del Oro en Sevilla.
  - Torre Tavira en Cádiz.
- Entre las obras de ingeniería que han dotado a estas comarcas de las infraestructuras necesarias para alcanzar el progreso actual cabe reseñar entre otros, los siguientes monumentos:
  - Puerto Bahía de Algeciras.
  - Puerto de la Bahía de Cádiz.
  - Puente José León de Carranza en Cádiz.
  - Puente romano en Medina Sidonia.
  - Puente de la Barqueta en Sevilla.
  - Puente de Triana en Sevilla.
  - Puente del Alamillo en Sevilla.
  - Faro de Isla Verde en Algeciras.
  - Faro de Punta Carnero en Algeciras.

#### Edificios civiles, públicos y privados
- La arquitectura residencial deja muestras de grandes palacios y casas señoriales. Sólo algunas de ellas están destinadas a tal fin en la actualidad, pero todas ellas fueron construidas como morada de muchas de las personalidades más importantes que han habitado la región. Sirvan como ejemplo:
  - Casa del Almirante en Cádiz.
  - Palacio de la Aduana en Cádiz.
  - Casas-palacio de Cargadores a Indias en El Puerto de Santa María.
  - Casa Colón de Huelva.
  - Casa del Millón en Huelva.
  - Palacio de las Conchas en Huelva.
  - Palacio de Mora Claros en Huelva.
  - Conjunto de Viviendas Históricas del casco antiguo de Moguer.
  - Casa Museo de Juan Ramón Jiménez en Moguer.
  - Gallo Azul en Jerez de la Frontera.
  - Palacio de Bertemati en Jerez de la Frontera.
  - Palacio del Marqués de Montana en Jerez de la Frontera.
  - Palacio Duque de Abrantes en Jerez de la Frontera.
  - Casa de Pilatos en Sevilla.
  - Casa del Rey Moro en Sevilla.
  - Palacio Arzobispal en Sevilla.
  - Palacio de las Dueñas en Sevilla.
  - Palacio de San Telmo en Sevilla.
  - Palacio de los Infantes de Orleans y Borbón en Villamanrique de la Condesa.
  - Palacio de los Duques de Feria en Zafra.
- Entre los edificios de carácter público empleados para las distintas administraciones públicas y fuerzas de seguridad, algunos ejemplos pueden ser:
  - Ayuntamiento en Aracena.
  - Ayuntamiento de Cádiz.
  - Cárcel Real en Cádiz.
  - Penal de El Puerto en El Puerto de Santa María.
  - Ayuntamiento en Huelva.
  - Comandancia de Marina en Huelva.
  - Ayuntamiento en Medina Sidonia.
  - Ayuntamiento en Moguer.
  - Antigua Audiencia en Sevilla.
  - Ayuntamiento de Sevilla.
  - Ayuntamiento en Villamanrique de la Condesa.
  - Ayuntamiento en Zafra.
- El comercio, la industria y los servicios sociales inherentes a las grandes poblaciones occidentales también ha dejado un legado monumental que merece la pena tener en consideración:
  - Mercado de Abastos de Algeciras.
  - Antigua Lonja en El Puerto de Santa María.
  - Conjunto urbano bodeguero Campo de Guía en El Puerto de Santa María.
  - Muelle de mineral de la compañía Riotinto en Huelva.
  - Minas de Riotinto.
  - Antiguo Hospital de las Cinco Llagas en Sevilla.
  - Hospital de la Caridad en Sevilla.
  - Real Fábrica de Tabacos en Sevilla.

#### Urbanismo
- El patrimonio monumental no está exclusivamente formado por edificios y construcciones aisladas. Calles, plazas y barrios enteros son un auténtico muestrario de la belleza y valor de la obra humana a lo largo del tiempo:
  - Barrio de Santa Cruz en Sevilla.
  - Calle Sevilla de Zafra.
  - Plaza Alta en Algeciras.
  - Plaza Chica de Zafra.
  - Plaza de España en Sevilla.
  - Plaza de las Galeras en El Puerto de Santa María.
  - Plaza Grande de Zafra.
- Los parques y jardines son, junto con las construcciones puramente ornamentales, el colofón a la riqueza patrimonial que caracteriza a estos trazados. Son sólo una pequeña muestra:
  - Alameda de Hércules en Sevilla.
  - Parque de los Príncipes en Sevilla.
  - Parque María Cristina en Algeciras.
  - Parque de María Luisa en Sevilla.
  - Parque Moret en Huelva.
  - Fuente de las Galeras en El Puerto de Santa María.
  - Monumento a la Constitución de 1812 en Cádiz.
  - Monumento a Colón en Huelva.

### Patrimonio cultural y popular
- Es ésta una tierra de antiguas tradiciones y cultura popular ligada a la vida fuera de los hogares. Como resultado de una forma de vida tan peculiar, un sinfín de manifestaciones populares en las que los ciudadanos participan activamente de forma mayoritaria. Algunas de las más conocidas son:
  - Bacanal de la Grasa en Zafra.
  - Carnaval de Cádiz.
  - Feria de Abril en Sevilla.
  - Feria de Primavera y Fiesta del Vino Fino en El Puerto de Santa María.
  - Feria del Caballo en Jerez de la Frontera.
  - Festival de Cine Iberoamericano de Huelva.
  - Festival de Flamenco en Jerez de la Frontera.
  - Fiestas Colombinas en Huelva.
  - Fiestas de la Cinta en Huelva.
  - Navidad con zambombas en Jerez de la Frontera.
  - Romería de El Rocío en Almonte.
  - Semana Santa en El Puerto de Santa María.
  - Semana Santa de Huelva.
  - Semana Santa de Sevilla.
  - Vía Crucis a la Cruz del Campo en Sevilla.
- Todo el acervo histórico y artístico es custodiado y expuesto en los numerosos museos y centros de exposiciones con los que cuentan estas ciudades y pueblos. Por citar algunos ejemplos:
  - Archivo General de Indias en Sevilla.
  - Archivo Histórico Provincial de Sevilla.
  - Casa Museo de Martín Alonso Pinzón en Palos de la Frontera.
  - Museo Arqueológico en Cádiz.
  - Museo Arqueológico en Sevilla.
  - Museo Arqueológico Municipal de Jerez de la Frontera.
  - Museo de Artes y Costumbres Populares en Sevilla.
  - Museo de Bellas Artes de Sevilla.
  - Museo de las Cortes de Cádiz.
  - Museo del Convento de Santa Clara de Zafra.
  - Museo Municipal de El Puerto de Santa María.
  - Museo Naval en Sevilla.
  - Museo provincial de Huelva.
  - Parque Zoológico y Jardín Botánico de Jerez en Jerez de la Frontera.
- Otros edificios de carácter lúdico y cultural, imprescindibles para la conservación y crecimiento de la sociedad que habita estas comarcas son:
  - Corral del Coliseo en Sevilla.
  - El Kursaal en Algeciras.
  - Gran Teatro Falla en Cádiz.
  - Teatro de la Maestranza en Sevilla.
  - Teatro Villamarta en Jerez de la Frontera.

### Galería de imágenes
- Wikimedia Commons alberga una categoría multimedia sobre Caminos de Santiago del Sur.

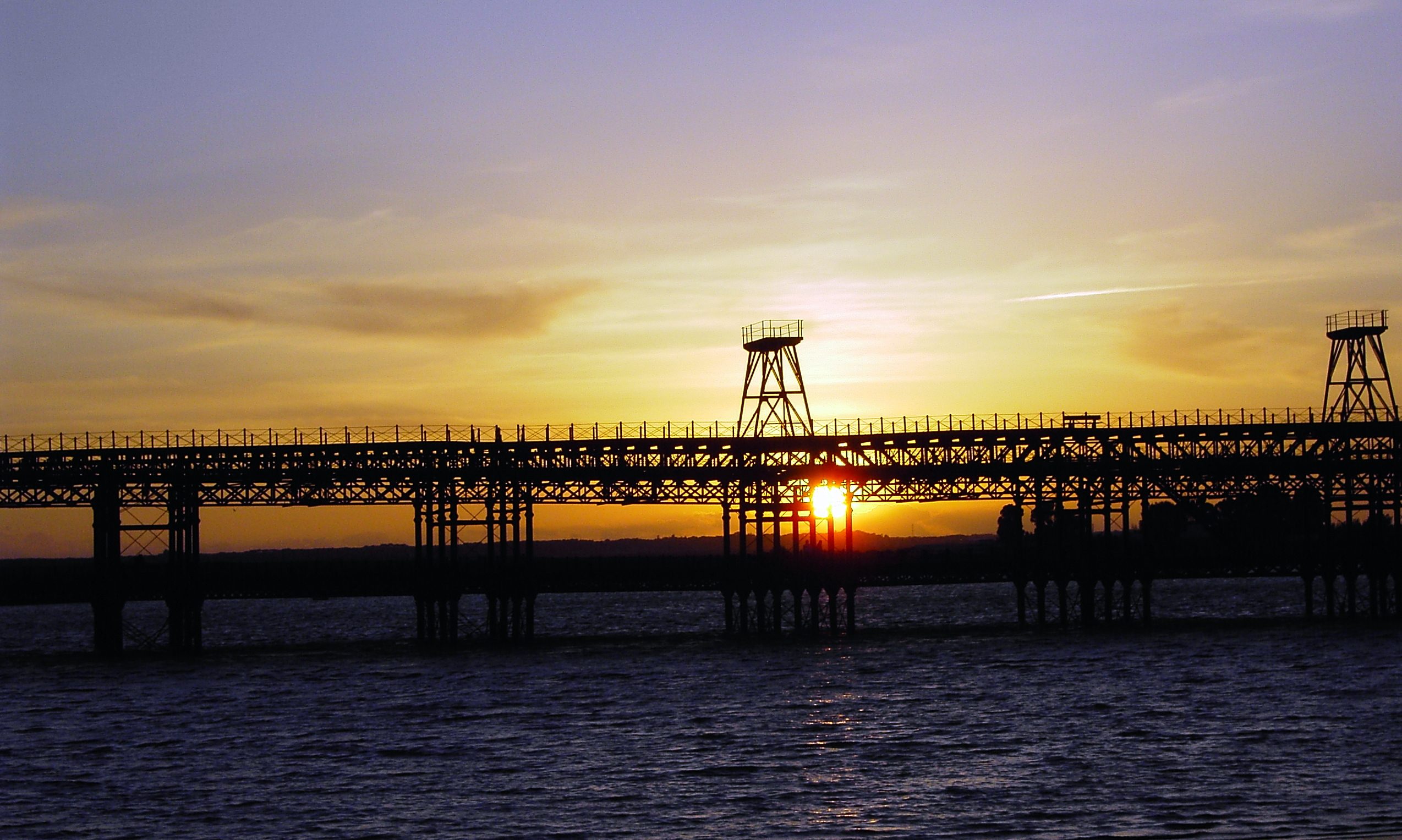
Muelle-embarcadero en el río Tinto
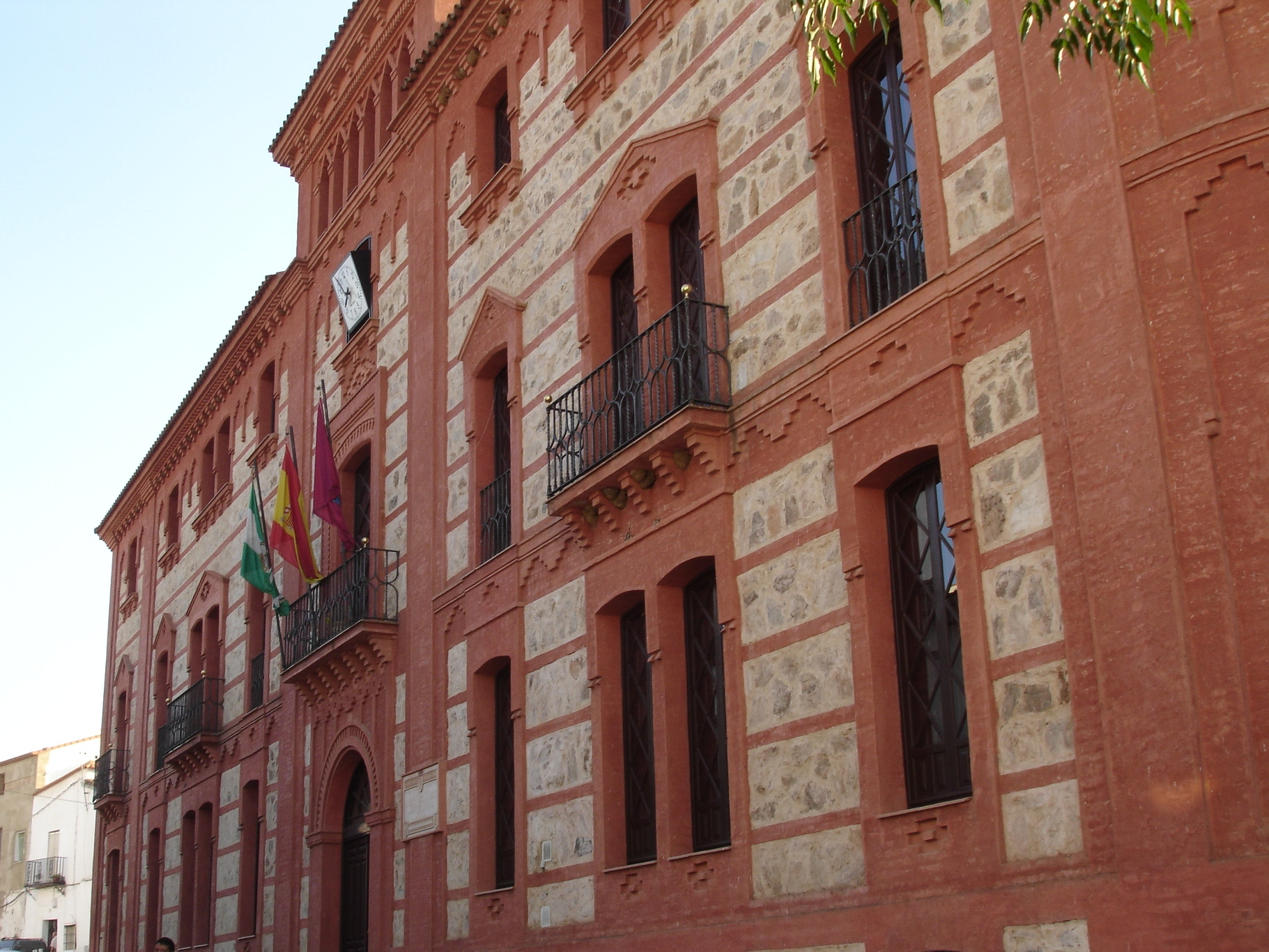
Ayuntamiento de Aracena
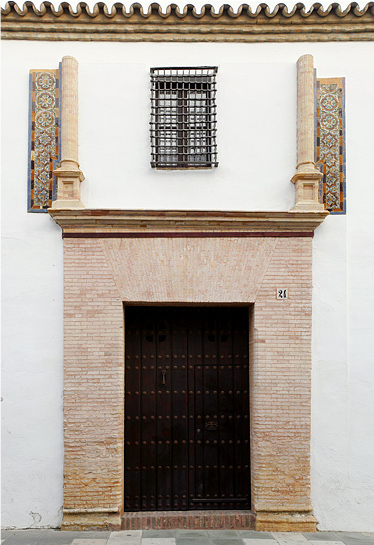
Casa Museo de Martín Alonso Pinzón en Palos de la Frontera
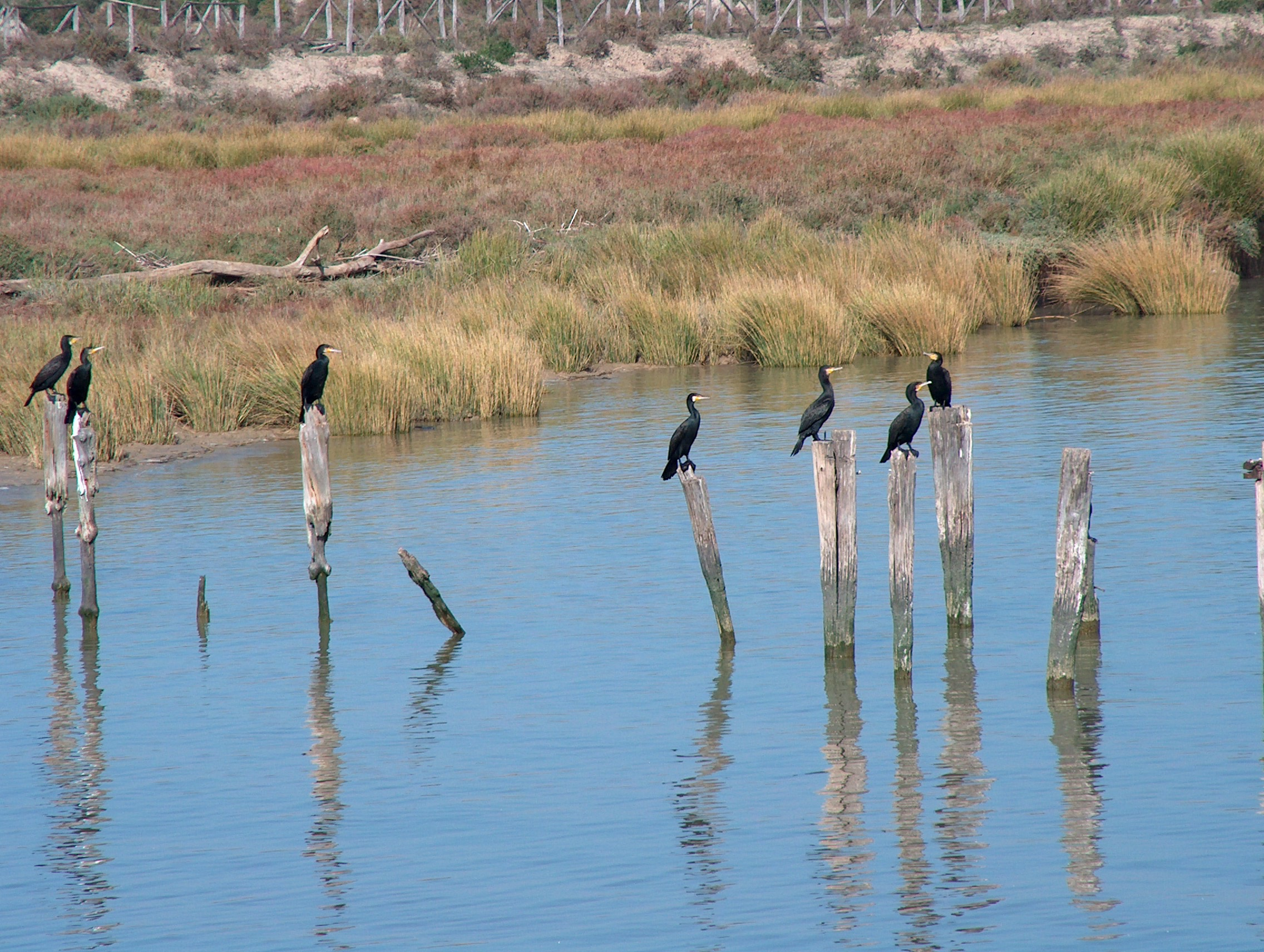
Cormoranes en el Parque Nacional de Doñana
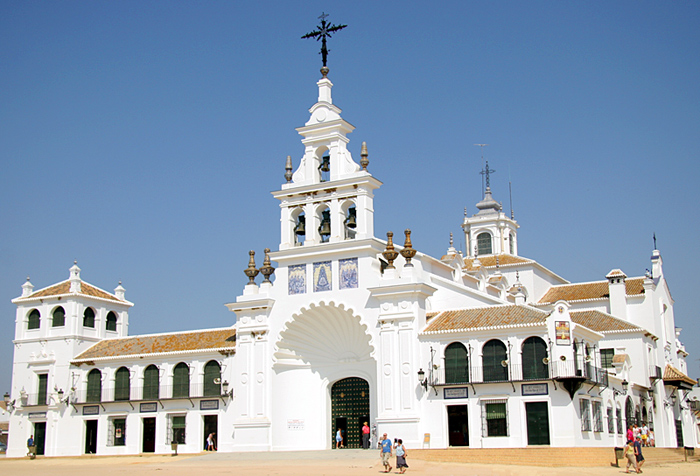
Ermita del Rocío en Almonte
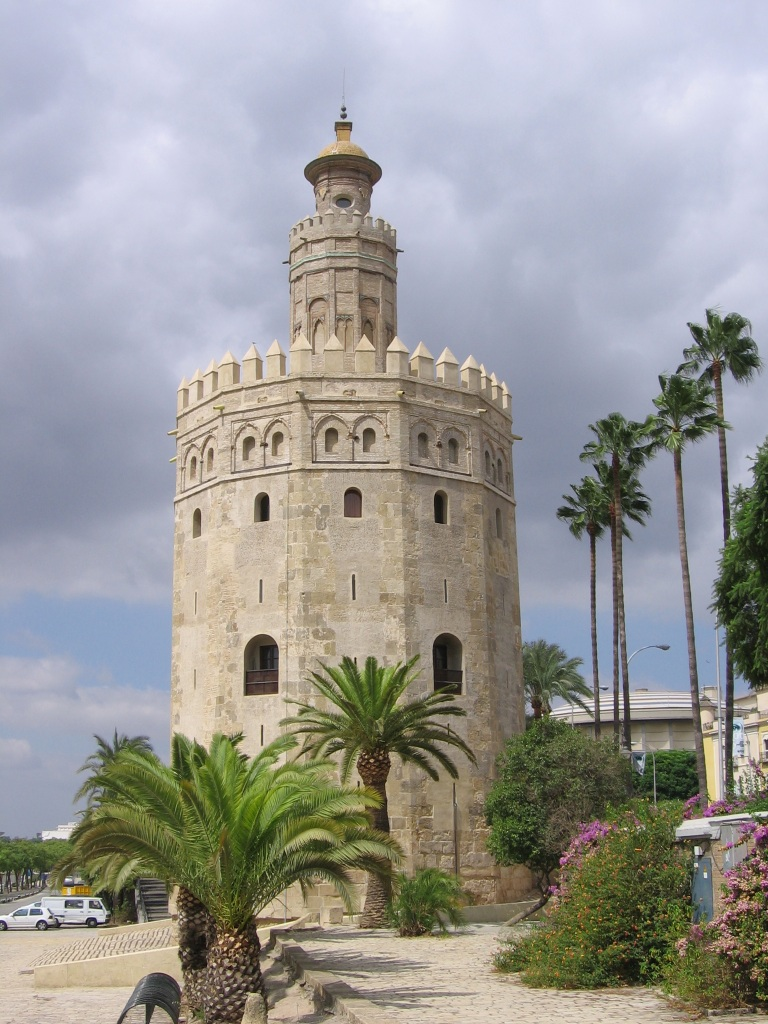
Torre del Oro en Sevilla
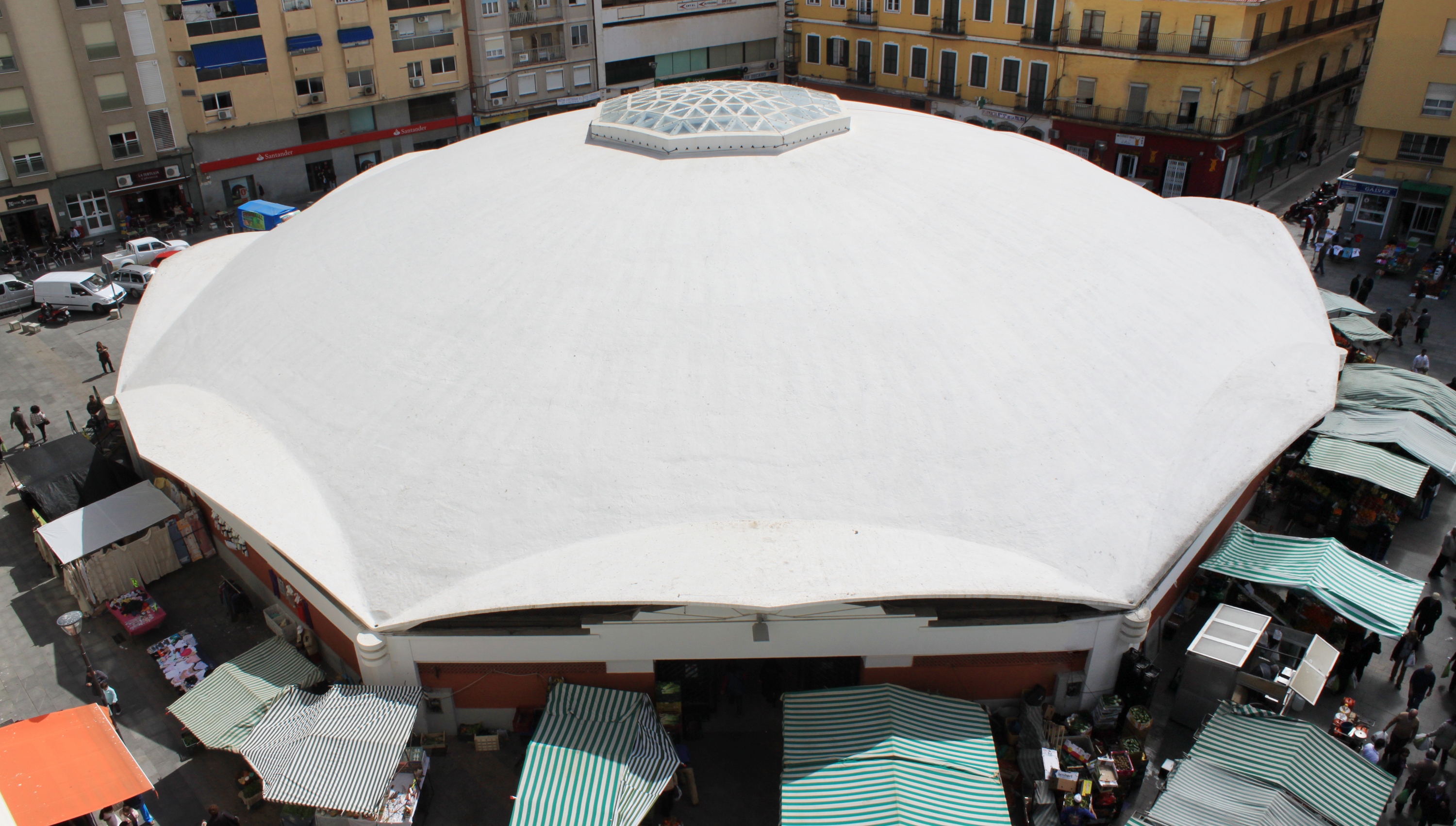
Mercado de Abastos en Algeciras
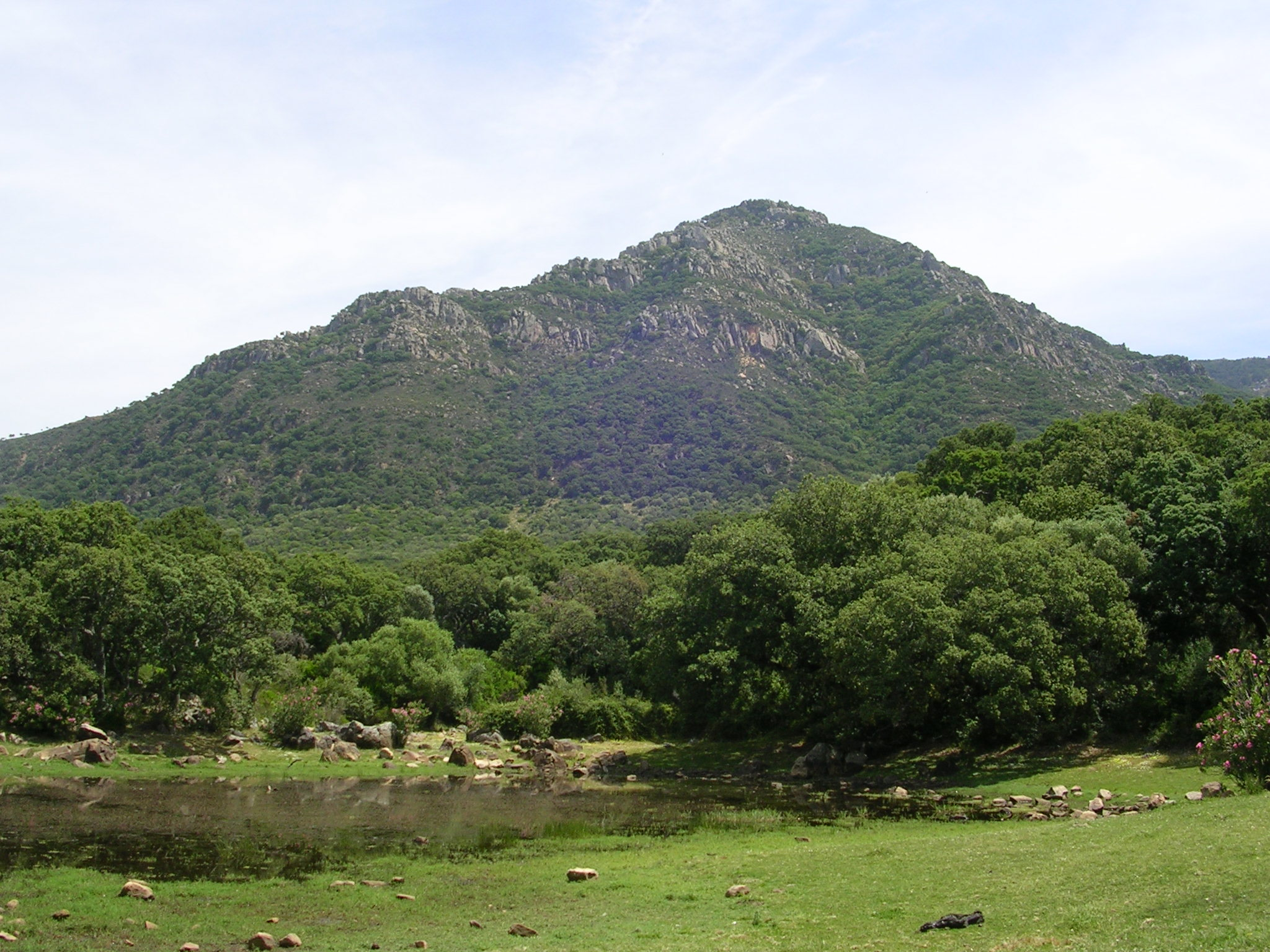
El Picacho en el Parque Natural Los Alcornocales
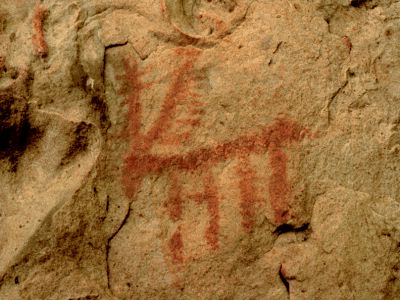
Pinturas rupestres en las Cuevas del Bacinete, en Los Barrios
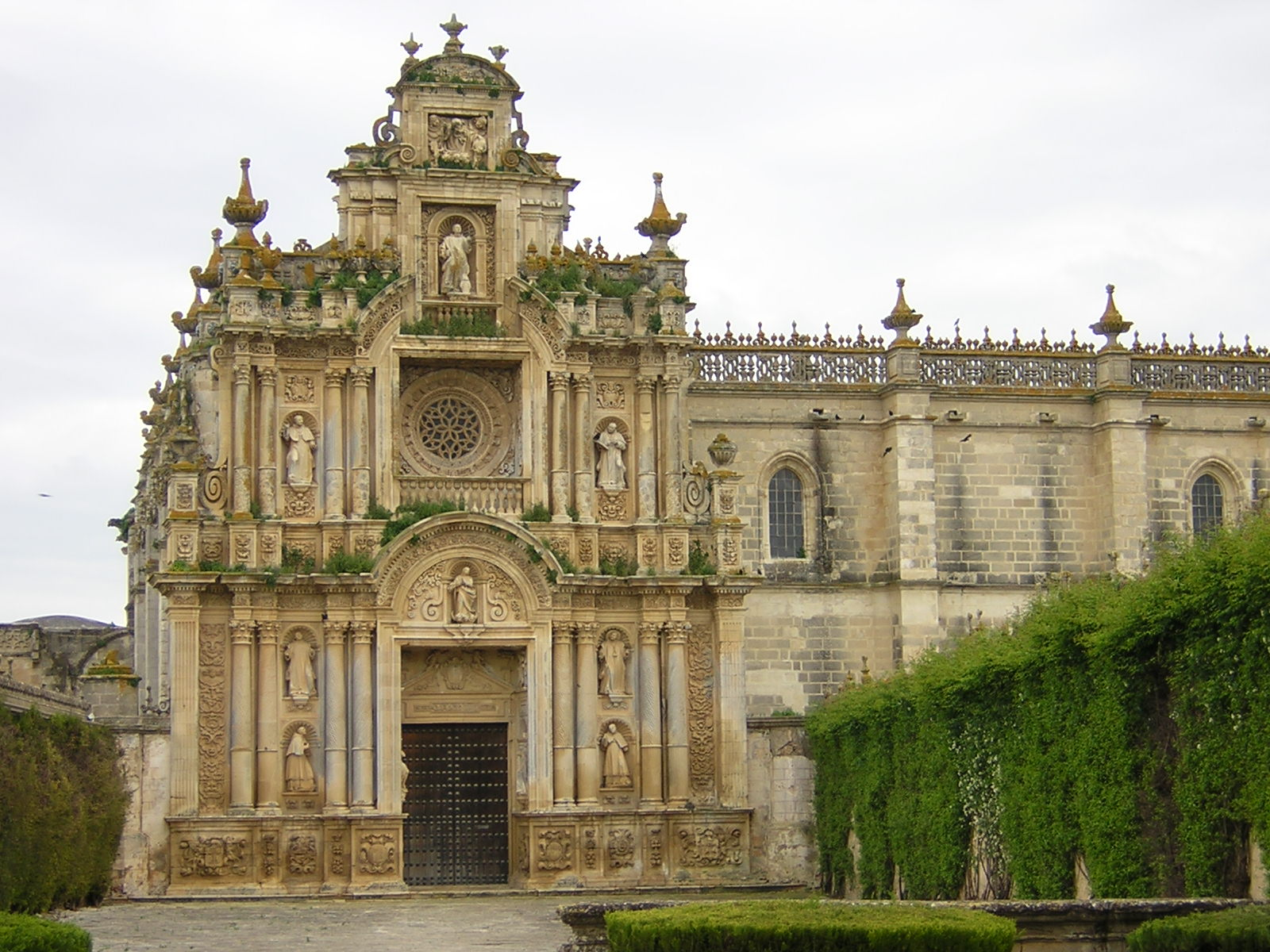
Cartuja de Santa María de la Defensión en Jerez de la Frontera
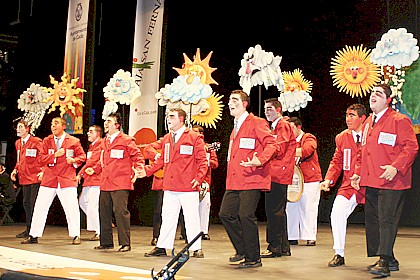
Carnaval de Cádiz
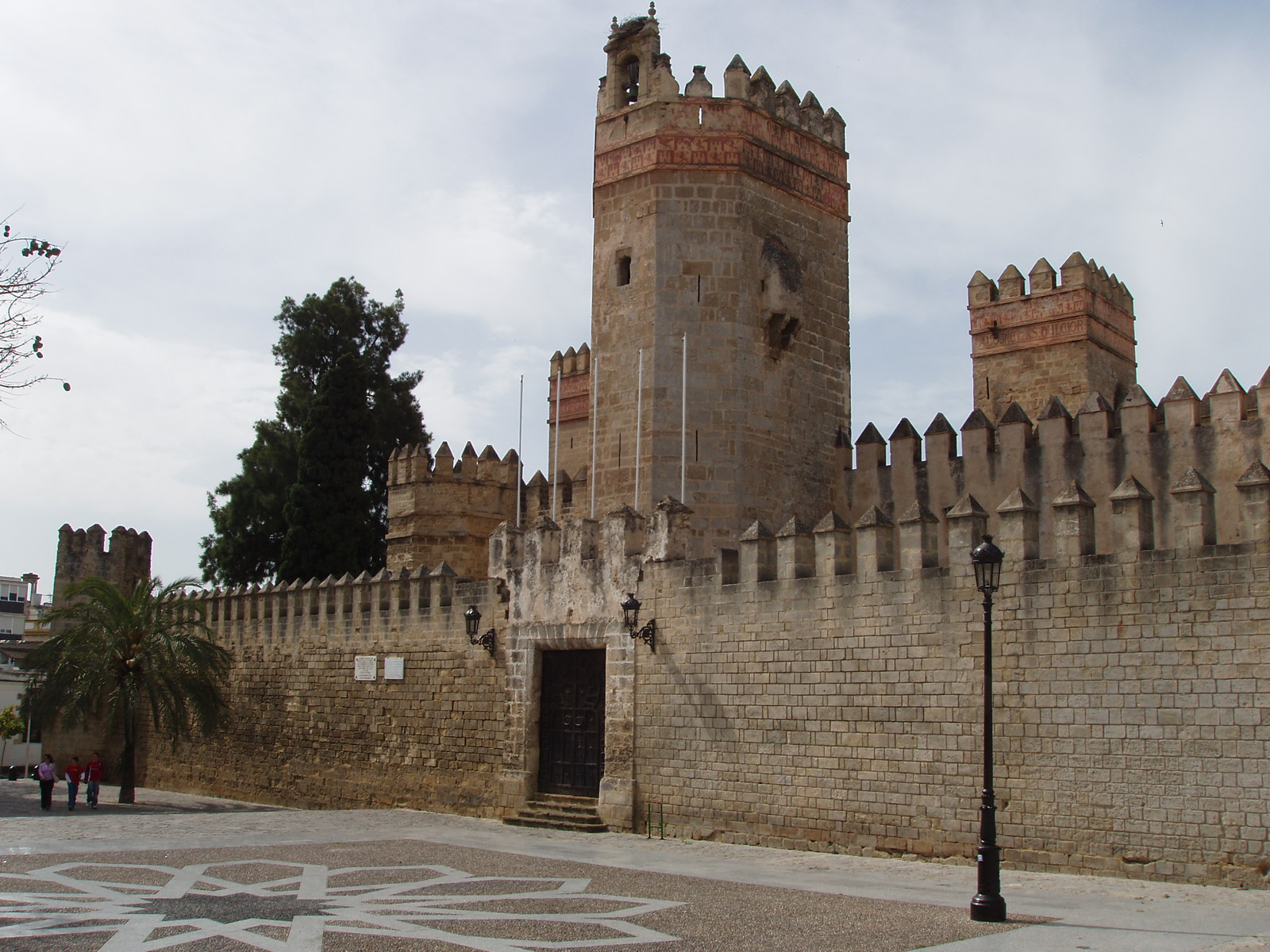
Castillo de San Marcos en El Puerto de Santa María

## Documentación
- El Camino de Santiago. Antón Pombo. Ed. Anaya Touring. 2004
- Vía de la Plata. Guía del Camino Mozárabe de Santiago. Asociación de los Amigos del Camino de Santiago Vía de la Plata de Sevilla. Ed. Diputación de Sevilla. 2001